# Championnat d'Espagne de football de deuxième division 1931-1932
Navigation
Segunda División 1930-31 Segunda División 1932-33
Le championnat d'Espagne de football D2 1931-1932 est la 4e édition du championnat. Organisé par la Fédération espagnole de football, le championnat se déroule du 22 novembre 1931 au 3 avril 1932.
Le vainqueur du championnat est le Betis Balompié.

## Règlement de la compétition
Comme la saison précédente, le championnat est composé d'un groupe de dix clubs. Selon un système de ligue, les dix équipes s'affrontent à deux reprises, une fois à domicile et une fois à l'extérieur, soit un total de dix-huit matches. L'ordre des matches a été décidé par un tirage au sort avant le début de la compétition.
Le classement final est établi sur le nombre des points obtenus lors de chaque rencontre, à raison de deux points par match gagné, un pour un match nul et aucun pour une défaite. Si, à la fin du championnat, deux équipes ont le même nombre de points, les critères établis par le règlement pour départager les équipes sont les suivants :
1. Les confrontations directes entre les équipes à égalité.
2. Si l'égalité persiste, celui qui a la meilleure différences de buts.

L'équipe ayant le plus de points à la fin du championnat est champion de Segunda División et est promue directement en Primera División pour la saison suivante, étant remplacée par la dernière équipe de cette catégorie.
D'autre part, le dernier classé de Segunda División est relégué en Tercera División, étant remplacé par le champion des barrages de promotion de cette catégorie.

## Équipes participantes
| \| A. Madrid Betis Castellón Cataluña Celta Coruña Gijón Murcie Oviedo Séville \| Localisation des clubs engagés dans le championnat. |
| A. Madrid Betis Castellón Cataluña Celta Coruña Gijón Murcie Oviedo Séville                                                           |

| Clubs             | Ville                 | Stade            |
| ----------------- | --------------------- | ---------------- |
| Athletic Madrid   | Madrid                | Metropolitano    |
| Real Betis        | Séville               | Patronato Obrebo |
| CD Castellón      | Castellón de la Plana | El Sequiol       |
| Cataluña FC       | Barcelone             | Camp dels Quinze |
| Club Celta        | Vigo                  | Stade Balaídos   |
| CD Coruña         | La Corogne            | Riazor           |
| Murcie FC         | Murcie                | La Condomina     |
| Oveido FC         | Oviedo                | Buenavista       |
| Séville FC        | Séville               | Nervión          |
| Sporting de Gijón | Gijón                 | El Molinón       |

## Classement
| Rang | Équipe            | Pts | J  | G | N | P  | Bp | Bc | Diff |  | Résultats (▼ dom., ► ext.) | BET  | OVI | SPO | ATH | MUR | COR | CAS | SEV | CEL | CAT |
| ---- | ----------------- | --- | -- | - | - | -- | -- | -- | ---- |  | -------------------------- | ---- | --- | --- | --- | --- | --- | --- | --- | --- | --- |
| 1    | Betis Balompié    | 21  | 16 | 8 | 5 | 3  | 37 | 29 | +8   |  | Betis Balompié             |      | 4-2 | 3-0 | 5-1 | 4-1 | 3-1 | 2-1 | 1-1 | 3-1 | 4-0 |
| 2    | Oviedo FC         | 19  | 16 | 9 | 1 | 6  | 43 | 23 | +20  |  | Oviedo FC                  | 1-0  |     | 0-1 | 6-2 | 6-0 | 6-0 | 5-0 | 2-1 | 4-1 | 1-0 |
| 3    | Sporting de Gijón | 18  | 16 | 7 | 4 | 5  | 29 | 25 | +4   |  | Sporting de Gijón          | 4-1  | 3-3 |     | 1-1 | 3-0 | 4-1 | 2-0 | 1-0 | 3-1 | 3-1 |
| 4    | Athletic Madrid   | 18  | 16 | 8 | 2 | 6  | 38 | 34 | +4   |  | Athletic Madrid            | 10-1 | 1-0 | 3-2 |     | 4-0 | 4-1 | 2-0 | 3-2 | 4-2 | 0-1 |
| 5    | Murcie FC         | 17  | 16 | 8 | 1 | 7  | 34 | 31 | +3   |  | Murcie FC                  | 2-2  | 2-0 | 4-1 | 4-0 |     | 6-1 | 3-1 | 3-1 | 6-2 | 3-0 |
| 6    | CD Coruña         | 15  | 16 | 7 | 1 | 8  | 28 | 36 | -8   |  | CD Coruña                  | 0-0  | 2-0 | 3-2 | 3-0 | 2-1 |     | 2-0 | 4-2 | 5-0 | 3-0 |
| 7    | CD Castellón      | 15  | 16 | 7 | 1 | 8  | 24 | 32 | -8   |  | CD Castellón               | 2-2  | 2-0 | 3-0 | 3-2 | 1-0 | 4-2 |     | 2-0 | 3-2 |     |
| 8    | Séville FC        | 11  | 16 | 5 | 1 | 10 | 25 | 31 | -6   |  | Séville FC                 | 2-3  | 3-5 | 1-0 | 3-0 | 0-1 | 2-0 | 3-1 |     | 4-1 |     |
| 9    | Club Celta P      | 10  | 16 | 4 | 2 | 10 | 27 | 44 | -17  |  | Club Celta                 | 1-1  | 1-3 | 2-2 | 1-2 | 3-1 | 2-1 | 3-2 | 4-0 |     |     |
| 10   | Cataluña FC R     | 5   | 15 | 2 | 1 | 12 | 12 | 29 | -17  |  | Cataluña FC                | 0-1  | 2-3 | 0-1 | 2-1 | 1-2 | 1-2 | 0-2 | 0-2 | 3-3 |     |

Promotion et relégation
- 1er : promotion en Primera División
- 10e : relégation en Tercera División

Abréviations
- R : Relégué de Primera División 1930-1931
- P : Promu de Tercera División 1930-1931

1. ↑  Le Cataluña FC s'est retiré 3 matchs avant la fin pour des raisons économiques, de sorte que tous ses matchs n'ont pas été comptés.

## Bilan de la saison
| Championnat d'Espagne de football de deuxième division 1931-1932 |                            |
| Champion                                                         | Betis Balompié (1er titre) |
| Dauphin                                                          | Oviedo FC                  |
| Promotions et relégations                                        |                            |
| Promus en Primera División                                       | Betis Balompié             |
| Relégués en Segunda División                                     | UC Irún                    |
| Promus en Segunda División                                       | CA Osasuna                 |
| Relégués en Tercera División                                     | Cataluña FC                |